# پاتریک غیگانی
پاتریک غیگانی (انگلیسی: Patrick Ghigani؛ زادهٔ ۱۶ مارس ۱۹۷۸) بازیکن فوتبال اهل آلمان است.
از باشگاه‌هایی که در آن بازی کرده‌است می‌توان به باشگاه فوتبال روت وایس اهلن، باشگاه فوتبال الملعب تونس، و باشگاه فوتبال آفریقایی اشاره کرد.